# G-mineur
g-mineur of g klein (afkorting: Gm) is een toonsoort met als grondtoon G.

## Toonladders
De voortekening telt twee mollen: Bes en Es. Het is de parallelle toonaard van Bes-majeur.
Er bestaan drie mogelijke varianten van g-mineur:
- Natuurlijke mineurtoonladder: g - a - bes - c - d - es - f - g

- Harmonische mineurladder: g - a - bes - c - d - es - fis - g

- Melodische mineurladder: g - a - bes - c - d - e - fis - g

## Bekende werken in g-mineur
- Das wohltemperierte Klavier (prelude en fuga nr. 16) - Johann Sebastian Bach
- De vier jaargetijden: L'estate (1723) - Antonio Vivaldi
- Symfonie nr. 39 (1765) en nr. 83 (1785) - Joseph Haydn
- Symfonie nr. 25 (1773) en nr. 40 (1788) - Wolfgang Amadeus Mozart
- Grote delen van Verdi's Messa da Requiem, zoals de Dies irae
- Pianoconcert nr. 2 (1912-1913) - Sergej Prokofjev
- Concert voor orgel, strijkers en pauken - Francis Poulenc
- Shine On You Crazy Diamond - Pink Floyd
- Money for Nothing - Dire Straits
- Dirty Diana - Michael Jackson
- Roxanne - The Police
- Dirrty en Not Myself Tonight - Christina Aguilera
- Smoke on the Water - Deep Purple
- What I've Done - Linkin Park
- Somebody to Love - Queen